# Penthea saga
Penthea saga là một loài bọ cánh cứng trong họ Cerambycidae.